# Секейра, Луиш Лопиш ди
Луиш Лопиш ди Секейра (порт. Luís Lopes de Sequeira; ? — 4 сентября 1681) — военачальник Португальской Анголы, прославившийся в ряде сражений против местных племен.
Уроженец Луанды смешанного португальско-ангольского происхождения, сын Домингуша Лопиша ди Секейры. На военной службе в колонии достиг звания капитан-генерала. Командовал португальским отрядом, который губернатор Анголы направил против Антониу I, правителя королевства Конго. 29 октября 1665 года в битве при Амбуиле войскам Секейры и их союзникам из ряда местных областей удалось разгромить армию Конго и убить короля Антониу. Позже, в 1671 году, Секейре удалось также одержать победу над королевством Ндонго, захватив одну из его важнейших крепостей.
Погиб Луиш Лопиш ди Секейра 4 сентября 1681 года в битве при Католе, возглавляя португальский отряд, направленный против войск королевства Матамба. Несмотря на его гибель, португальцам удалось одержать тактическую победу, удержав свои позиции и, вынудив противника, отступить.